# Krystyna Kacperczyk
Krystyna Barbara Hryniewicka-Kacperczyk, poljska atletinja, * 13. oktober 1948, Kętrzyn, Poljska.
Nastopila je na poletnih olimpijskih igrah leta 1972, ko se je uvrstila v četrtfinale teka na 400 m in izpadla v prvem krogu štafete 4x400 m. Na evropskih prvenstvih je v slednji disciplini osvojila bronasto medaljo leta 1978, na evropskih dvoranskih prvenstvih pa bronasti medalji v štafetah 4x360 m in 4x320 m. 13. julija 1974 je postavila prvi uradno priznani svetovni rekord v teku na 400 m z ovirami s časom 56,51 s, veljal je tri leta, 18. avgusta 1978 je ponovno prevzela rekord s časom 55,44, tokrat je veljal le en dan.